# Libellule à quatre taches
Libellula quadrimaculata
Espèce
Statut de conservation UICN

 LC  : Préoccupation mineure
La libellule à quatre taches, Libellula quadrimaculata, est une espèce d'insectes de l'ordre des odonates et de la famille des Libellulidae.

## Description
- Longueur du corps : 40 à 48 mm.
- Elle est ainsi nommée car elle possède une tache foncée sur chaque nodus ("quadrimaculata" signifie "quatre petites taches").
- Les ailes postérieures possèdent toujours une tache brune à leur base.
- Les quatre ailes sont légèrement ambrées vers l'avant.
- Une tache brune apparaît parfois à l'extrémité alaire sous le pterostigma.
- Le dimorphisme sexuel est peu prononcé.
- Il existe une forme particulière, praenibula Newman, qui possède des taches alaires exagérées. Cela semble influencé par la température de l'eau au cours du développement larvaire. Cette forme se rencontre plus communément en Europe.

## Habitat
On la rencontre autour des eaux stagnantes, jusqu'à 2 000 m d'altitude, mais également près des bords de mer. Son aire de répartition s'étend à toute l'Europe à l'Asie et l'Amérique du Nord.

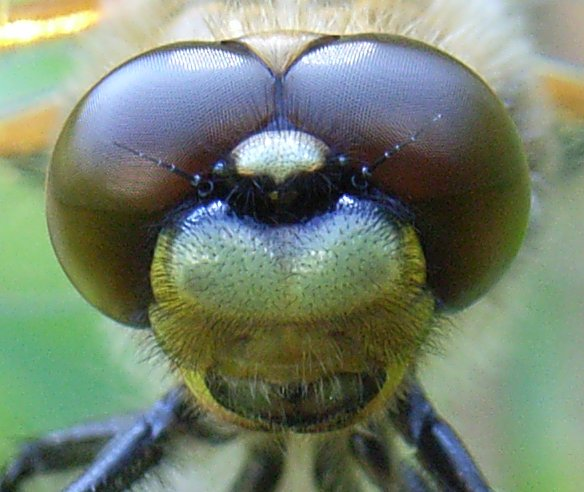
Grâce à ses grands yeux à facettes, la libellule distingue bien les formes de son territoire (qu'elle mémorise). Elle est également très sensible aux mouvements.

## Alimentation
Les imagos chassent essentiellement les moustiques et les moucherons.
Les larves se nourrissent d'autres larves aquatiques d'insectes et de têtards.

## Reproduction
La ponte a lieu entre avril et début septembre, sauf dans les régions les plus septentrionales (Irlande...) où elle s'étend seulement de mai à août. La femelle pond ses œufs sur les végétaux qui flottent.

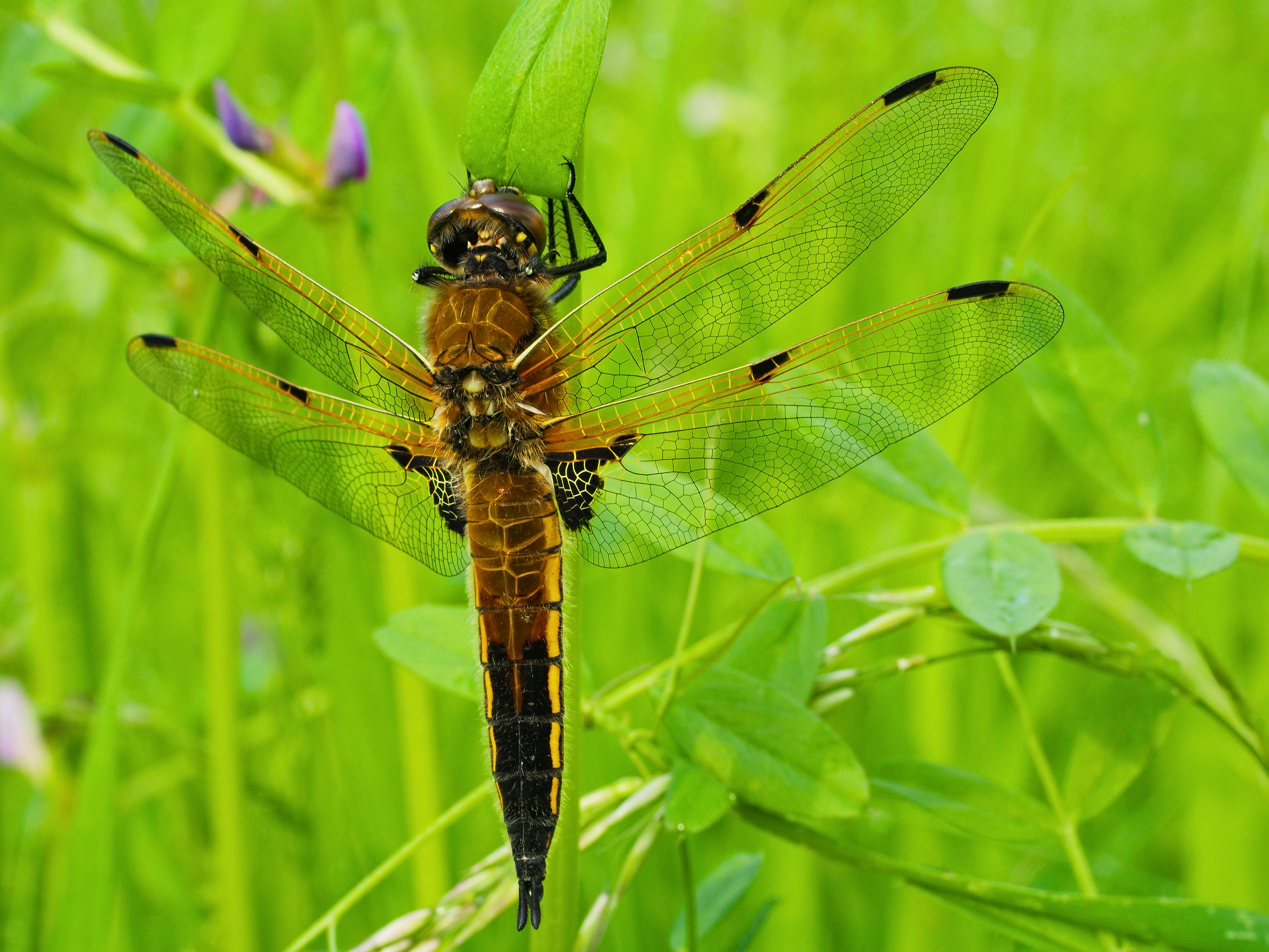
Un mâle. À Mannheim, Allemagne.
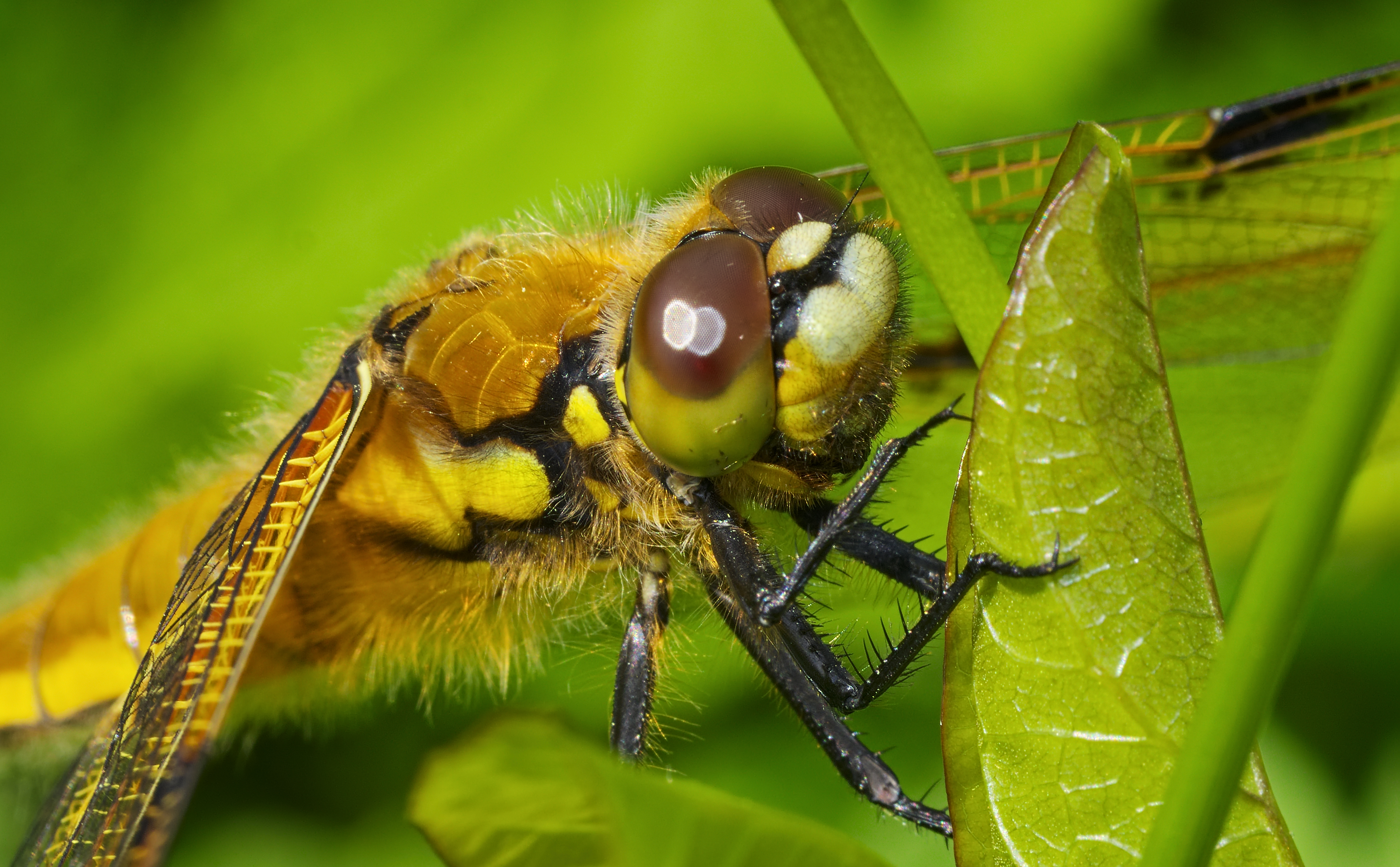
Une femelle, toujours à Mannheim.
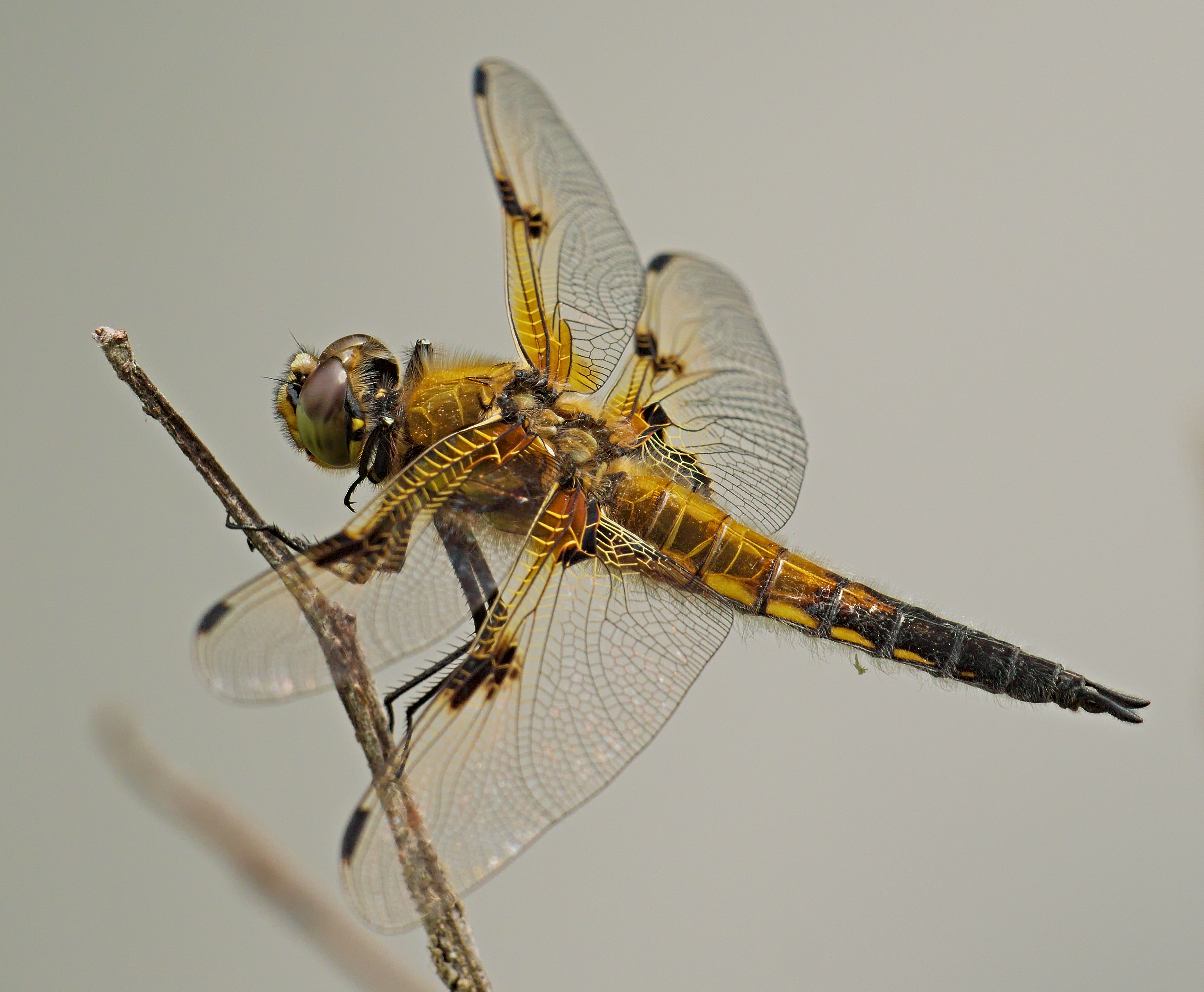
Une autre mâle, à Rimbach (Hesse).

Les larves se métamorphosent au bout de deux ans.

## Éthologie

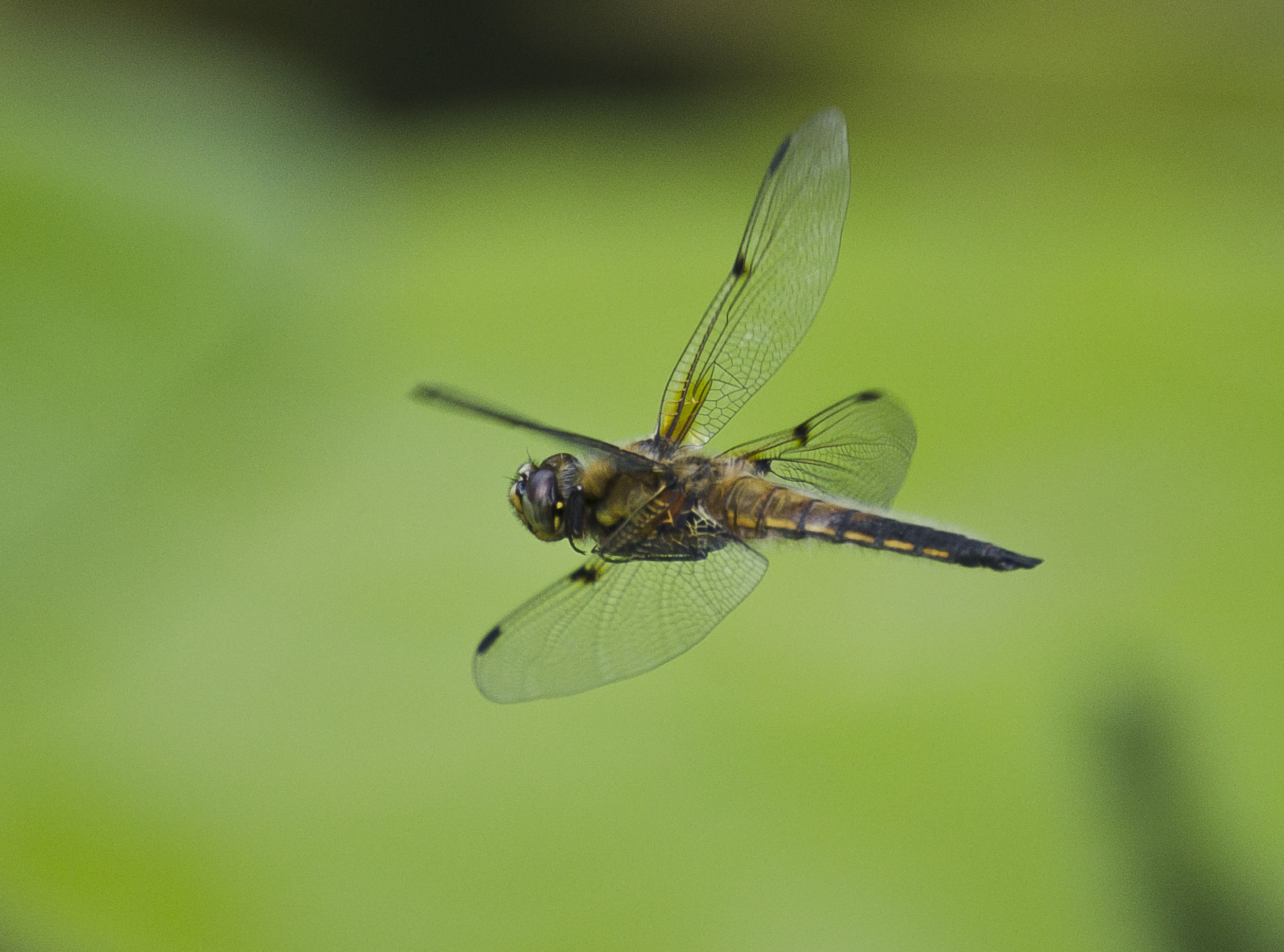
En vol.

Les mâles sont très agressifs et défendent ardemment leur territoire contre les incursions d'autres mâles. Ils affectionnent les promontoires surplombant les contours du point d'eau qu'ils surveillent. Ils y retournent régulièrement après chaque patrouille. Les deux sexes sont d'habiles acrobates aériens et l'accouplement s'effectue en l'air, plutôt que sur un perchoir ou parmi les végétaux.